# 6051 Анаксимена
6051 Анаксимена (1992 BX1, 1981 CP, 6051 Anaximenes) — астероїд головного поясу, відкритий 30 січня 1992 року.
Тіссеранів параметр щодо Юпітера — 3,108.